# Mirounga Point
Der Mirounga Point ist eine Landspitze an der Südküste von King George Island im Archipel der Südlichen Shetlandinseln. Sie liegt am Ostufer der Potter Cove.
Argentinische Wissenschaftler benannten sie 1966 als Punta Baliza (spanisch für Leuchtfeuerspitze) und später dann Punta Elefante (spanisch für (See-)Elefantenspitze, englisch Elephant Point) nach den hier lebenden Südlichen See-Elefanten. Um Verwechslungen mit dem Elephant Point der Livingston-Insel zu vermeiden, entschied sich das UK Antarctic Place-Names Committee 1985 zu einer Umbenennung unter Verwendung des lateinischen Gattungsnamens für See-Elefanten.